# 'Tis the 30th Season
«'Tis the 30th Season» (укр. «Це — тридцятий сезон») — десята серія тридцятого сезону мультсеріалу «Сімпсони», прем'єра якої відбулась 9 грудня 2018 року у США на телеканалі «Fox».

## Сюжет
Після вечері до дня подяки Барт і Ліса дарують Мардж і Гомеру свої різдвяні списки, просячи лише один подарунок: смарт-телевізор, який коштує 2400 доларів. Коли вони бачать рекламу пропозицій на Чорну п'ятницю у магазині «Sprawl-Mart», Мардж і Гомер планують стратегію, щоб скористатися нею.
Мардж чекає в черзі ввечері в магазині, даруючи Ґілу Гандерсону частину свого зимового одягу, щоб він міг зігрітися. Гомер прокидається о 2:30 ранку, щоб замінити дружину, як було заплановано, але його шарф застрягає у вхідних дверях, через що Гомер втрачає свідомість.
Коли «Sprawl-Mart» відкриється о 6:00, Мардж поспішає придбати смарт-телевізор, але зупиняється, щоб допомогти Ґілу отримати подарунок для внучки. До того часу, як вона закінчує, полиці вже розібрані; крім того, Ґіл негайно продає свій подарунок отцю Лавджою за дуже завищеною ціною.
Після невдалого шопінгу Мардж налаштована рішуче відзначити Різдво. Однак Гомер та діти таємно бронюють відпочинок у тематичному парку та курорті у Флориді. Вони підсипають до чаю Мардж снодійне. Коли вона прокидається, вся сім'я їде в машині через штат Теннессі до Флориди.
Діставшись курорту, вони опиняються у тісному готельному номері з надзвичайно низькою стелею. Гомер закликає Барта та Лісу діяти так, ніби вони насолоджуються відпусткою заради Мардж. Однак, тематичний парк виявляється повним химерних, страхітливих атракціонів та незрозумілих героїв мультфільмів.
Діти скаржаться на це менеджерці Джині, кажучи, що все — зовсім не таке, як показували в Інтернеті, але Джині вона їх ігнорує. Барт обіцяє помститися…
Нарешті, Сімпсони зізнаються один одному, що їм не подобається подорож, і вирішують швидко поїхати, щоб вони могли повернутись додому до Різдва. Барт відлякує Джині, підкинувши їй у ліжко голови з аніматроних фігур віце-президентів.
По дорозі назад біля самого Спрінґфілда, в автомобіля закінчується пальне. Сімпсонів змушені пройти решту шляху по снігу. Доїхавши до міста вони бачать, як Мо у його таверні влаштовує різдвяну вечерю всім літнім та нужденним людям. Вони приєднуються до обіду разом із дідом Сімпсоном, по-новому зрозумівши важливість перебування з родиною та друзями на свята.
Джині повертає гроші Сімпсонів і додає 2400 доларів в обмін на їх обіцянку більше ніколи не відвідувати курорт. Вони купують смарт-телевізор і починають дивитися на те, як горить вогонь в HD (над справжнім каміном).

## Ставлення критиків і глядачів
Під час прем'єри серію переглянули 7,53 млн осіб з рейтингом 2.8, що зробило її найпопулярнішим шоу на каналі «Fox» тієї ночі.
Денніс Перкінс з «The A.V. Club» дав серії оцінку C-, сказавши, що серія «показує, що таке „Сімпсони“, коли немає натхнення — приємний сімейний ситком із кількома ледачими сюрреалістичними дотиками».
Тоні Сокол з «Den of Geek» дав серії дві з п'яти зірок, сказавши, що серія «має кращу передумову, ніж страта, відмінна від розп'яття».
Згідно з голосуванням на сайті The NoHomers Club більшість фанатів оцінили серію на 3/5 із середньою оцінкою 3,09/5.